# J.H. Mundt
Just Henrik Mundt (født 1. januar 1782 i København, død 26. september 1859 sammesteds) var borgmester i København og bror til professor Carl Mundt.
Han var søn af guldsmed Philip Mundt og Mette Christiane født Winther. Efter i 1798 at være blevet student privat tog han i 1801 juridisk eksamen og blev 1803 kopist i General-Toldkammerets vestindiske kontor. 1804 blev han auditør i Hæren, 1808 tillige regimentskvartermester og 1811 overauditør. 1814-15 var han konstitueret generalauditør ved auxiliærtropperne samt kontingentet i Frankrig. 1816 blev han vicerådmand, 1819 rådmand, 1821 økonomisk direktør ved Frederiks Hospital og 3. oktober 1837 3. borgmester i København, blev 10. april 1844 2. borgmester og gik af 1858. Han var en mand med mangesidige interesser og skrev en (anonym) pjece: Om de engelske Veje (1828). 1834 blev han etatsråd, 1853 konferensråd. 25. maj 1826 blev Mundt Ridder af Dannebrog, 1. august 1829 tillagt rang i 4. klasse nr. 3 og 5. februar 1836 Dannebrogsmand.
Han døde 26. september 1859 ugift i København og legerede en betydelig del af sin store formue i veldædigt øjemed, bl.a. til en stiftelse i Viktoriagade (Konferensråd J.H. Mundts Stiftelse).
J.H. Mundt er begravet på Assistens Kirkegård.